# Libera Folio
Libera Folio egy független online eszperantó újság, amely az eszperantó mozgalomról szól, és 2003. április 12.-én indult. Célja, hogy józanul és kritikusan megvilágítsa a mozgalom jelenlegi fejleményeit. Ertl István és Kalle Kniivilä alapította, szerkesztő: Kniivilä. 

## Története
A Libera Folio független mozgalmi újság megalapításának ötlete 2003. április első hetében merült fel, közvetlenül az UEA (Eszperantó Világszövetség) aktuális kongresszusi titkárának, Nikola Rašić tiltakozó lemondása után. A lemondás a világ vezető eszperantó szervezetének akkori válságának egyik csúcspontja volt. A lemondás az eszperantó mozgalom eseményeire vonatkozó megbízható, naprakész információk és kommentárok hiányát is éreztette. Az ötlet megjelenése után egy héten belül, április 11-én a Libera Folio megjelent a neten három cikkel a Nikola Rašić elhagyta a központi irodát témában. A hivatalos megjelenése április 12-e volt, amikor közleményt adtak ki az új online hírlevélről. A Libera Folio-val kapcsolatos első megjegyzések hamarosan megjelentek az eszperantó sajtóban is. A kezdetektől Kalle Kniivilä szerkesztette. A technikai vezető 2004 és 2016 között Jan-Ulrich Hasecke volt. 2018 szeptemberében Jukka Pietiläinen átvette a Kniivilä-tól a szerkesztést, utóbbi új munkahelye miatt. Ez utóbbi 2020 januárjában újra átvette a szerkesztést és a mai napig is tart.

## Kritika
Az újságban megjelenő cikkeket nem mindig fogadják kedvezően. A közleményt gyakran kritizálják "botrányos" értelemben, amikor mottójának megfelelően megpróbálja józanul és kritikusan megvilágítani az eszperantó mozgalom jelenlegi fejleményeit. 
Már a 2003-as göteborgi Eszperantó Világkongresszuson, néhány hónappal a Libera Folio megalapítása után, az UEA egyik igazgatósági tagja a bizottsági ülés során dühösen kereste meg a Libera Folio szerkesztőjét, és azzal fenyegetőzött, hogy soha többé nem válaszol a Libera Folio egyetlen kérdésére sem. Ennek oka az volt, hogy előző este a Libera Folio az érintett igazgatósági tag kellemetlen nyilatkozatát idézte, amely nyilvános ülésen hangzott el. 
Az Esperanta Civito gyakran bírálja erős kritikával az újságot, amelynek egyik vezetője 2005 októberében Kalle Kniivilä urat "persona non grata" -nak nyilvánította az egész Esperanta Civito számára. 

## Statisztika
2006 decemberében az első látogatok átlagos napi száma meghaladta a 3000-et. Ezt követően is tovább nőtt a látogatók száma. A műszaki vezető szerint  2015-ben 131 822 látogató volt. A legsikeresebb év 2013 volt, a 145 269 látogató 600 741-szer látogatta meg a lapot és 2 368 082 oldalt olvasott el.

## Fordítás
- Ez a szócikk részben vagy egészben  a   Libera Folio című eszperantó Wikipédia-szócikk ezen változatának fordításán alapul.  Az eredeti cikk szerkesztőit annak laptörténete sorolja fel. Ez a jelzés csupán a megfogalmazás eredetét és a szerzői jogokat jelzi, nem szolgál a cikkben szereplő információk forrásmegjelöléseként.